# Epitimos-Maler
Als Epitimos-Maler wird ein attischer Vasenmaler des schwarzfigurigen Stils bezeichnet. Er war in der Mitte des 6. Jahrhunderts v. Chr. in Athen tätig und zählt zu den Kleinmeistern.
Der Epitimos-Maler ist mit einem Notnamen nach dem Töpfer Epitimos benannt, dessen drei signierte Randschalen alle von ihm bemalt wurden.
- Kopenhagen, Nationalmuseum 13966
- New York, Metropolitan Museum of Art 25.78.4
- Malibu, J. Paul Getty Museum 86.AE.157

Zwei weitere unsignierte Schalen lassen sich diesem Maler aus stilistischen Gründen zuweisen:
- Randschale Karlsruhe, Badisches Landesmuseum 69/61
- Bandschale Atlanta, Michael C. Carlos Museum 1990.4.1

Er dekoriert die Lippe der Schalen auf beiden Seiten gerne mit Götterköpfen.
Dass dieser Maler in den Umkreis des Lydos gehört, ist immer angenommen worden, Michalis Tiverios konnte jedoch aus stilistischen Gründen zeigen, dass der Epitimos-Maler identisch mit dem späten Lydos ist.